# Salón de la Fama de las mujeres de Arkansas
El Salón de la Fama de las mujeres de Arkansas es una organización voluntaria sin fines de lucro que reconoce a las mujeres que han contribuido en la historia del estado de Arkansas en los Estados Unidos.

## Historia
Fue fundada e incorporada como una organización sin fines de lucro en 2014 para reconocer las contribuciones de las mujeres y su impacto en el estado de Arkansas. Se formó como una asociación entre Arkansas Business Publishing Group y la Cámara de Comercio de North Little Rock. Se desarrolló una junta de once miembros para crear una ubicación permanente para el Salón de la Fama y un tributo sostenido a las mujeres que han ayudado a construir el estado. Hasta que se construya una instalación permanente, los planes requieren una exhibición itinerante en todo el estado para los participantes. El grupo inaugural de mujeres, iniciado el 27 de agosto de 2015, incluyó a 11 mujeres y una organización, el Comité de Emergencia de Mujeres para abrir escuelas y que fueran seleccionadas entre las nominaciones públicas de 73 candidatas potenciales.

## Criterio
El criterio para la inclusión en el Salón de la Fama de las mujeres de Arkansas es que las mujeres hayan nacido o obtuvieran reconocimiento dentro del estado; deben ser nacidas o residentes en Arkansas por un período prolongado y que hayan alcanzado prominencia dentro del estado; o que nacidas o viviendo en un período significativo en Arkansas hayan alcanzado importancia en otros lugares. Criterios adicionales:
- Hizo contribuciones significativas y duraderas en su campo, ya sea profesional o no;
- Hizo mejoras al estado cultural, económico, político o social de su comunidad, en el estado o la nación;
- Haya elevado el estado de las mujeres y / o niñas;
- Ayudó a abrir nuevas fronteras para las mujeres y la sociedad en general;
- Fueron modelos inspiradores.[4]

## Galardonadas
| Nombre                                          | Imagen | Nacimiento–Muerte | Año  | Área de éxitos |
| ----------------------------------------------- | ------ | ----------------- | ---- | --- |
| Mary Ann Arnold                                 |        | (1927–)           | 2015 | Primera alcaldesa de Marked Tree, Arkansas, presidenta de la empresa de agronegocios y comunicaciones E. Ritter & C.                                        |
| Daisy Bates                                     |        | (1914–1999)       | 2015 | Activista por los derechos civiles estadounidenses, planificadora de Crisis de integración de Little Rock [6]                                               |
| Betty Bumpers                                   |        | (1925–)           | 2015 | Ex primera dama de Arkansas que dirigió un programa de inmunización infantil en todo el estado                                                              |
| Hattie Caraway                                  |        | (1878–1950)       | 2015 | Primera mujer elegida para servir en el Senado de los Estados Unidos.                                                                                       |
| Hillary Clinton                                 |        | (1947–)           | 2015 | Ex primera dama de Arkansas, primera dama de los Estados Unidos, senadora de los Estados Unidos de Nueva York y secretaria de Estado de los Estados Unidos. |
| Hester Davis                                    |        | (1930–2014)       | 2015 | Arqueóloga Estatal con Estudio Arqueológico de Arkansas |
| Roberta Fulbright                               |        | (1874–1953)       | 2015 | Editora de periódicos y defensora de los derechos de la mujer; madre del senador de los Estados Unidos J. William Fulbright.                                |
| Mary Good                                       |        | (1931–)           | 2015 | Decano fundadora de la Facultad de Ingeniería y Tecnología de la Información (EIT) en la Universidad de Arkansas Little Rock.                               |
| Johnelle Hunt                                   |        | (1939–)           | 2015 | Cofundadora y exmiembro de la Junta de JB Hunt Transport Services, Inc.                                                                                     |
| Edith Jones                                     |        | (1927–)           | 2015 | Primera afroamericana en asistir y graduarse en la Escuela de Medicina de la Universidad de Arkansas, primera presidenta de la Asociación Médica Nacional.  |
| Alice Walton                                    |        | (1949–)           | 2015 | Heredera de Walmart y fundadora del Museo de Arte Americano Crystal Bridges.                                                                                |
| Women's Emergency Committee to Open Our Schools |        |                   | 2015 | Asociación WEC |
| Betty Ann Lowe                                  |        | (1934–2013)       | 2016 | Pediatra y educadorA |
| Bettye Caldwell                                 |        | (1924–2016)       | 2016 | Educadora y académica |
| Cathy Cunningham                                |        |                   | 2016 | Defensora del desarrollo comunitario |
| Kay Kelley Arnold                               |        |                   | 2016 | Activista comunitaria |
| Lottie Shackelford                              |        |                   | 2016 | Política, alcalde de Little Rock |
| Jocelyn Elders                                  |        | (1933–)           | 2016 | Excirujano general de los Estados Unidos. |
| Patti Upton                                     |        |                   | 2016 | Fundadora y ex CEO de la empresa de fragancias decorativas Aromatique.                                                                                      |
| Pat Walker                                      |        | (1919–2016)       | 2016 | filántropa |
| Religious Sisters of Mercy of the Americas      |        |                   | 2016 | [ 25 ] |
| Maya Angelou                                    |        | (1928–2004)       | 2017 | Poetisa |
| June B. Freeman                                 |        |                   | 2017 | Arquitecta |
| Ruth Hawkins                                    |        |                   | 2017 | Preservadora histórica |
| Brinda J. Jackson                               |        |                   | 2017 | Arquitecta |
| Bernice Jones                                   |        | (1905–)           | 2017 | Filántropa |
| Pat Lile                                        |        |                   | 2017 | Presidenta y CEO de Arkansas Community Foundation, Inc. |
| Elsijane Trimble Roy                            |        | (1916–2007)       | 2017 | Jueza asociada de la Corte Suprema de Arkansas y jueza federal de los Estados Unidos                                                                        |
| Joanna Seibert                                  |        |                   | 2017 | Radióloga pediátrica. |
| Dorothy Stuck                                   |        |                   | 2017 | Derechos civiles |
| Olivetan Benedictine Sisters                    |        |                   | 2017 | Establecieron el Hospital St. Bernards y el Centro Médico Regional.                                                                                         |